# Yarmuk (ort)

Karta över Damaskus med Yarmuk längst ner i blå färg.

Yarmuk (arabiska: اليرموك, al-Yarmūk), även Yarmouk, Jarmuk, Jarmouk, är ett område i utkanten av Syriens huvudstad Damaskus, mest känt för sitt stora flyktingläger för de palestinier som flydde den israeliska repressionen under den palestinska flyktingkrisen 1948 och senare. Lägret hade 148 500 registrerade flyktingar innan konflikten i Syrien bröt ut i mars 2011.
Yarmuk ingår, tillsammans med huvudstaden, i provinsen Damaskus.